# Маслакова, Светлана Георгиевна
Светлана Георгиевна Маслакова (род. 14 января 1942, Звенигород, Московская область) — советский и российский искусствовед, член-корреспондент Российской академии художеств (2012). Заслуженный работник культуры Российской Федерации (2005).

## Биография
Родилась 14 января 1942 года в Звенигороде Московской области.
В 1985 году — окончила отделение истории искусств исторического факультета МГУ.
С 1988 по 2000 годы — консультант отдела информации и рекламы РАХ.
С 2000 по 2003 годы — руководитель отдела научной популяризации искусства Московского музея современного искусства.
С 2003 года — консультант отделения живописи Российской академии художеств.
В 2012 году — избрана членом-корреспондентом Российской академии художеств от Отделения искусствознания и художественной критики.
С 1998 года — преподаватель истории мирового искусства в Российской академии живописи, ваяния и зодчества, МГУ.

## Научная деятельность

### Научные труды
- один из авторов каталога и научного аппарата монографии В. С. Турчина «XX век в зеркале коллекции Московского музея современного искусства» (ИПЦ «Художник и книга». 2003);
- «Юрий Пименов» Каталог выставки произведений к 100-летию со дня рождения художника (2005);
- Oeuvres de peintres sovietiques. Выставка произведений советских художников Centre d’art international. Paris/ Вступительная статья к каталогу. Каталог. (Министерство культуры СССР, под патронатом Посольства СССР во Франции);
- Arts decorative sovietiques. Выставка произведений декоративного искусства СССР. Вступительная статья и каталог выставки. Centre d’art international. Paris;
- Зелёный остров. Арт-группа: [альбом-каталог / авторы статьи С. Г. Маслакова, С. В. Крузе]; Рос. акад. художеств. Ростов. обл. отделение Всерос. творч. организации. — Ростов н/Дону; Москва, 2011;
- Александр Майоров. Испания в созвездии модернизма. Избранные символы=Aleksander Mayorov. Spain in the Constellation of modernism. Chosen symbols / Рос. акад. худож.; Сост.: Е. Н. Короткая, С. Г. Маслакова. — Тула: Борус, 2011.

### Научно-выставочная деятельность
- Формирование коллекции и создание экспозиций Московского музея современного искусства (1999—2003 гг.);
- Автор методических разработок экскурсий по музейной экспозиции ММСИ (У Пиросмани, Казимир Малевич и его ученики, Мир графики, Парижская школа, Сюрреализм, Призраки минувшего. Живопись Бориса Анисфельда) (1999—2003 гг.);
- Автор идеи и один из координаторов выставочного проекта «От Моне до Пикассо» (1991—1992 гг.);
- Консультант и координатор съемок сюжетов цикла кинофильмов о творчестве ведущих мастеров российского изобразительного искусства, таких как А. Г. Акритас, И. П. Обросов, В. Я. Левенталь, Э. С. Кочергин,Л. Е. Кербель, Б. А. Пленкин, И. В. Сорокин и др.;
- Автор методических разработок многочисленных экскурсий на материале выставок, проводившихся в выставочных залах Российской академии художеств.

## Награды
- Заслуженный работник культуры Российской Федерации (2005)[1]
- Медаль «Ветеран труда»
- Медаль «В память 850-летия Москвы» (1997)
- Золотая медаль РАХ (2017)